# Aḫḫazu
Aḫḫāzu (Achchaßu; sumerisch Dimmekur), der Packer ist ein Dämon aus der sumerischen und akkadischen Mythologie. Er verursacht Fieber und Pest und ist Teil der dämonischen Fiebertriade (Labasu, Lamaštu und Aḫḫazu). Oft wird Aḫḫazu auch als weiblicher Dämon beschrieben.